# 루미녹스
루미녹스(Luminox)는 미국 캘리포니아주 산라파엘에 본사를 둔 고급 시계 제조업체이다. 그들의 시계는 스위스산이며, 장기간 발광을 하는 삼중수소 인서트를 포함하는 것으로 유명하다.

## 역사
루미녹스 시계 회사는 1989년에 설립된 미국 회사로 캘리포니아 산라파엘에 본사를 두고 있다. 루미녹스는 또한 맞춤형 휘장과 디자인으로 다양한 군대를 위한 브랜드 시계를 만든다. 이 중에는 헬리스위스팀, US 봅슬레이팀, 미국 해안경비대, 미국 공군 및 전 세계의 다양한 특수 부대 및 EMS팀이 있다.
이후 브랜드는 30개국 이상으로 확장되었다. 더 인기 있는 시계 모델 중에는 록히드 마틴이 만든 전투기의 시각적 요소를 사용하여 설계된 시계 모델이 있다. 지금까지 루미녹스는 SR-71 블랙버드, F-117 나이트호크, F-16 파이팅 팰컨 및 F-22 랩터에서 영감을 받아 시계를 디자인했다.
2006년에 루미녹스 회사의 지분 50%를 스위스 브랜드 몬데인이 매입하여 몬데인이 미국 시장에 더 쉽게 접근할 수 있게 했으며, 루미녹스는 유럽 및 아시아 시장에 더 많이 접근할 수 있게 되었다. 2016년 몬데인 시계 회사가 루미녹스의 나머지 절반을 인수하여 단독 소유자가 되었다.

## 유명 기술
루미녹스 시계는 “항상 보이는 기술”(always visible technology)을 보유하고 있다고 광고한다. 시계바늘과 마커에는 광원으로 충전해야 하는 다른 시계에 사용되는 인광 마커와 달리 장기간 발광을 하는 삼중수소 인서트가 포함되어 있다.
기체 삼중수소 광원의 삼중수소는 베타 붕괴를 거쳐 전자를 방출하여 형광체층이 형광을 발하도록 한다. 제조하는 동안 내부 표면이 인 함유 화합물로 코팅된 붕규산 유리관의 길이가 방사성 삼중수소로 채워진다. 그런 다음 튜브를 원하는 길이의 이산화탄소 레이저로 융합한다. 붕규산 유리는 강도와 파손 저항성 때문에 사용된다. 튜브에서 삼중수소는 베타 붕괴로 인해 일정한 전자 흐름을 방출한다. 이 입자는 형광체를 여기시켜 낮고 안정적인 빛을 방출한다.

## 제품
루미녹스는 “바다”, “하늘”, “땅” 및 “우주”라는 라벨이 붙은 4가지 방수 시계 라인을 제공한다. 루미녹스 브랜드의 위조 시계가 유통되는 사례가 보고되었다. 가짜 루미녹스 시계는 원본보다 더 빛나고 다이얼에 잘못된 글꼴 번호가 있는 것으로 보고된다.